# Заречанська
Заречанська (біл. вёска Зарачанская) — село в складі Молодечненського району Мінської області, Білорусь. Село підпорядковане М'ясотській сільській раді, розташоване в західній частині області.

## Історія
З 1793 після другого розділу Речі Посполитої Бычыншчына, як і вся Вілейщина, входила до складу Російської імперії, був утворений Вілейський повіт у складі спочатку Мінської губернії, а з 1843 - Віленської губернії.
У 1921–1945 роках маєток знаходилось у Польщі, у Вільнюськім воєводстві, Вілейського повіту, у гміні Костеневичі.
30 ліпеня 1964 года вёска Бычыншчына была перайменавана ў вёску Зарачанская

## Населення
- 1921 рік — 94 людини, 19 будинків[1]
- 1931 рік — 94 людини, 19 будинків[2].